# Джон Хендрикс
Джон С. Хендрикс (на английски: John S. Hendricks) е американски бизнесмен, основател и собственик на Дискавъри Комуникейшънс, компанията собственик на редица популярни телевизионни програми, като Discovery Channel, Animal Planet, Discovery World, TLC и др.